# Диверсификация (финанси)
Диверсификацията във финансите е процесът на разпределяне на капитала по начин, който намалява излагането на финансов риск към всеки отделен актив. Често срещан път към диверсификация е да се намали рискът или нестабилността чрез инвестиране в различни активи. Ако цените на активите не се променят в перфектен синхрон, едно диверсифицирано портфолио ще има по-малка вариация от среднопретеглената вариация на съставните му активи и често по-малка променливост от най-малко променливите от неговите съставни части.
Диверсификацията е една от двете основни техники за намаляване на инвестиционния риск. Другата е хеджиране.

## Диверсификация с корелирана възвращаемост чрез еднакво претеглено портфолио
Очакваната възвръщаемост на финансово портфолио е средно претеглена от очакваната възвръщаемост на всеки отделен актив:
{\displaystyle \mathbb {E} [R_{P}]=\sum _{i=1}^{n}x_{i}\mathbb {E} [R_{i}]}
където {\displaystyle x_{i}} е делът на общото инвестирано богатство на инвеститора в актив {\displaystyle i}.
Дисперсията на възвръщаемостта на финансово потрфолио се дава от:
{\displaystyle \underbrace {{\text{Var}}(R_{P})} _{\equiv \sigma _{P}^{2}}=\mathbb {E} [R_{P}-\mathbb {E} [R_{P}]]^{2}.}
Вмъквайки в израза за {\displaystyle \mathbb {E} [R_{P}]}:
{\displaystyle \sigma _{P}^{2}=\mathbb {E} \left[\sum _{i=1}^{n}x_{i}R_{i}-\sum _{i=1}^{n}x_{i}\mathbb {E} [R_{i}]\right]^{2}.}
Пренареждаме:
{\displaystyle \sigma _{P}^{2}=\mathbb {E} \left[\sum _{i=1}^{n}x_{i}(R_{i}-\mathbb {E} [R_{i}])\right]^{2}}
{\displaystyle \sigma _{P}^{2}=\mathbb {E} \left[\sum _{i=1}^{n}\sum _{j=1}^{n}x_{i}x_{j}(R_{i}-\mathbb {E} [R_{i}])(R_{j}-\mathbb {E} [R_{j}])\right]}
{\displaystyle \sigma _{P}^{2}=\mathbb {E} \left[\sum _{i=1}^{n}x_{i}^{2}(R_{i}-\mathbb {E} [R_{i}])^{2}+\sum _{i=1}^{n}\sum _{j=1,i\neq j}^{n}x_{i}x_{j}(R_{i}-\mathbb {E} [R_{i}])(R_{j}-\mathbb {E} [R_{j}])\right]}
{\displaystyle \sigma _{P}^{2}=\sum _{i=1}^{n}x_{i}^{2}\underbrace {\mathbb {E} \left[R_{i}-\mathbb {E} [R_{i}]\right]^{2}} _{\equiv \sigma _{i}^{2}}+\sum _{i=1}^{n}\sum _{j=1,i\neq j}^{n}x_{i}x_{j}\underbrace {\mathbb {E} \left[(R_{i}-\mathbb {E} [R_{i}])(R_{j}-\mathbb {E} [R_{j}])\right]} _{\equiv \sigma _{ij}}}
{\displaystyle \sigma _{P}^{2}=\sum _{i=1}^{n}x_{i}^{2}\sigma _{i}^{2}+\sum _{i=1}^{n}\sum _{j=1,i\neq j}^{n}x_{i}x_{j}\sigma _{ij}}
където {\displaystyle \sigma _{i}^{2}} е дисперсията на актива {\displaystyle i} и {\displaystyle \sigma _{ij}} е ковариацията (мярката за съвместната променливост на две случайни променливи) между активите {\displaystyle i} и {\displaystyle j}.
В еднакво претеглено портфолио, {\displaystyle x_{i}=x_{j}={\frac {1}{n}},\forall i,j}. Тогава дисперсията на финансовото потрфолио става:
{\displaystyle \sigma _{P}^{2}={\frac {1}{n^{2}}}\ {n}{\bar {\sigma }}_{i}^{2}+n(n-1){\frac {1}{n}}{\frac {1}{n}}{\bar {\sigma }}_{ij}}
където {\displaystyle {\bar {\sigma }}_{ij}} е средната стойност на ковариациите {\displaystyle \sigma _{ij}} за {\displaystyle i\neq j} и {\displaystyle {\bar {\sigma }}_{i}^{2}} е средната стойност на дисперсиите. Опростявайки, получаваме:
{\displaystyle \sigma _{P}^{2}={\frac {1}{n}}{\bar {\sigma }}_{i}^{2}+{\frac {n-1}{n}}{\bar {\sigma }}_{ij}.}
С нарастването на броя на активите получаваме асимптотичната формула:
{\displaystyle \lim _{n\rightarrow \infty }\sigma _{P}^{2}={\bar {\sigma }}_{ij}.}
По този начин, в еднакво претеглено финансово потрфолио, дисперсията на финансовото потрфолио клони към средната стойност на ковариациите между ценните книжа, тъй като броят на ценните книжа става произволно голям.